# Ново-Никольское (Ельнинский район)
Ново-Нико́льское  — деревня  в  Смоленской области России,  в Ельнинском районе. Население — 4 жителяй ( 2007) .  Расположена в юго-восточной части области  в 27 км к юго-востоку от города Ельня, в 4 км южнее автодороги  Р96 Новоалександровский(А101)- Спас-Деменск — Ельня — Починок, в 5 км западнее от границы с  Калужской областью. В 9 км севернее деревни железнодорожная станция Теренино на линии Смоленск  - Сухиничи. Входит в состав Теренинского сельского поселения.   

## История
В годы Великой Отечественной войны деревня была местом ожесточённых боёв и была оккупирована гитлеровскими войсками в октябре 1941 года.  Была освобождена в августе 1943 года